# Linh dương đồng cỏ phương nam
Linh dương đồng cỏ phương nam hay Linh dương đồng cỏ (danh pháp khoa học: Kobus leche) là một loài động vật có vú trong họ Bovidae, bộ Artiodactyla. Loài này được Gray mô tả năm 1850.

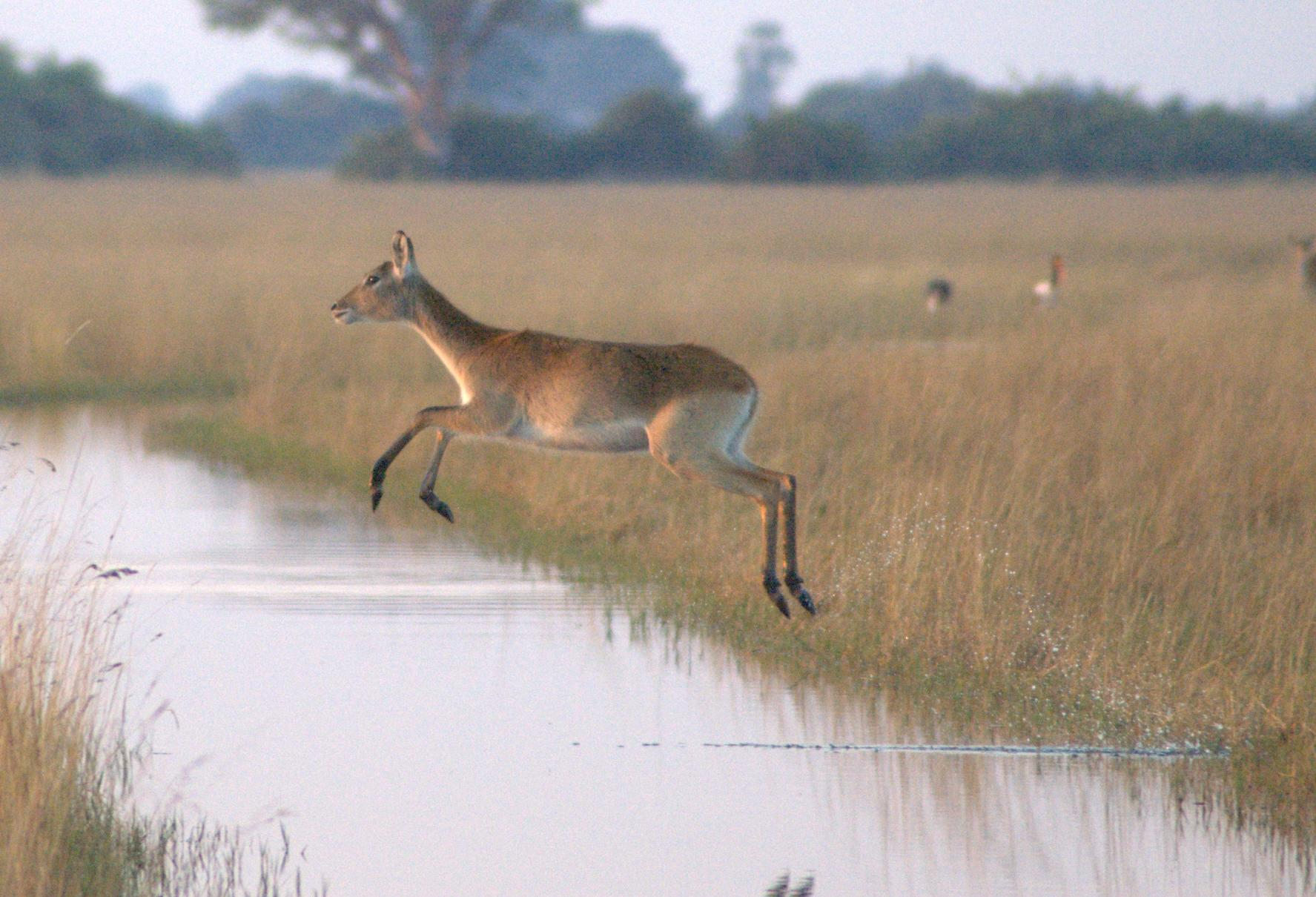
Một con Linh dương đồng cỏ phương nam cái "bay" qua một mương nước vào sáng sớm ở đồng bằng châu thổ Okavango

Loài này được tìm thấy ở Botswana, Zambia, tây nam Cộng hòa Dân chủ Congo, đông bắc Namibia, và đông Angola, đặc biệt là trong đồng bằng châu thổ Okavango, Kafue Flats và đầm lầy Bangweulu.
Linh dương đồng cỏ phương nam cao 90 đến 100 cm (35 đến 39 in) tại vai và cân nặng 70 đến 120 kg (150 đến 260 lb). Chúng có màu vàng kim loại nâu với cái bụng trắng. Con đực thường tối màu, nhưng nhìn chung màu sắc khác nhau tùy thuộc vào phân loài. Sừng có cấu trúc dài xoắn ốc hơi giống cây đàn lia ở con đực. Các chân sau là hơi dài hơn so với loài linh dương khác, để dễ dàng chạy đường dài trong đất đầm lầy.
Linh dương đồng cỏ phương nam được tìm thấy trong khu vực đầm lầy nơi chúng ăn thực vật thủy sinh. Chúng sử dụng những vùng nước cao tới đầu gối để bảo vệ bản thân khỏi các kẻ thù săn mồi. Chân của chúng được bao phủ bởi một loại chất chống thấm nước cho phép chúng chạy khá nhanh trong vùng nước cao đến đầu gối. Linh dương đồng cỏ phương nam là loài hoạt động ban ngày. Chúng tụ tập thành từng đàn, mỗi đàn có thể lên tới cả ngàn cá thể. Các đàn thường chỉ bao gồm một giới tính, nhưng trong mùa giao phối chúng thường trộn lẫn vào nhau.

## Phân loại

### Phân loài
Có 4 phân loài được công nhận.
- Linh dương đồng cỏ đỏ (Kobus leche leche) (Gray, 1850) - Phân bố rộng rãi tại vùng đầm lầy thuộc Zimbabwe, Botswana, Namibia và Zambia.
- Linh dương đồng cỏ Kafue (Kobus leche kafuensis) (Haltenorth, 1963) - Chỉ được tìm thấy trong Kafue Flats (là một bãi bồi bị ngập theo mùa trên Sông Kafue, Zambia).
- † Roberts' lechwe (Kobus leche robertsi) (Rothschild, 1907) - Trước đây tìm thấy ở Đông bắc Zambia, giờ đã tuyệt chủng. Cũng được gọi là Linh dương đồng cỏ Kawambwa.
- Linh dương đồng cỏ đen (Kobus leche smithemani) (Lydekker, 1900) - Tìm thấy ở vùng Bangweulu thuộc Zambia.

Ngoài ra, Linh dương đồng cỏ Upemba (Kobus anselli) cũng được một vài chuyên gia coi là một phân loài (là Kobus leche anselli).

## Hình ảnh

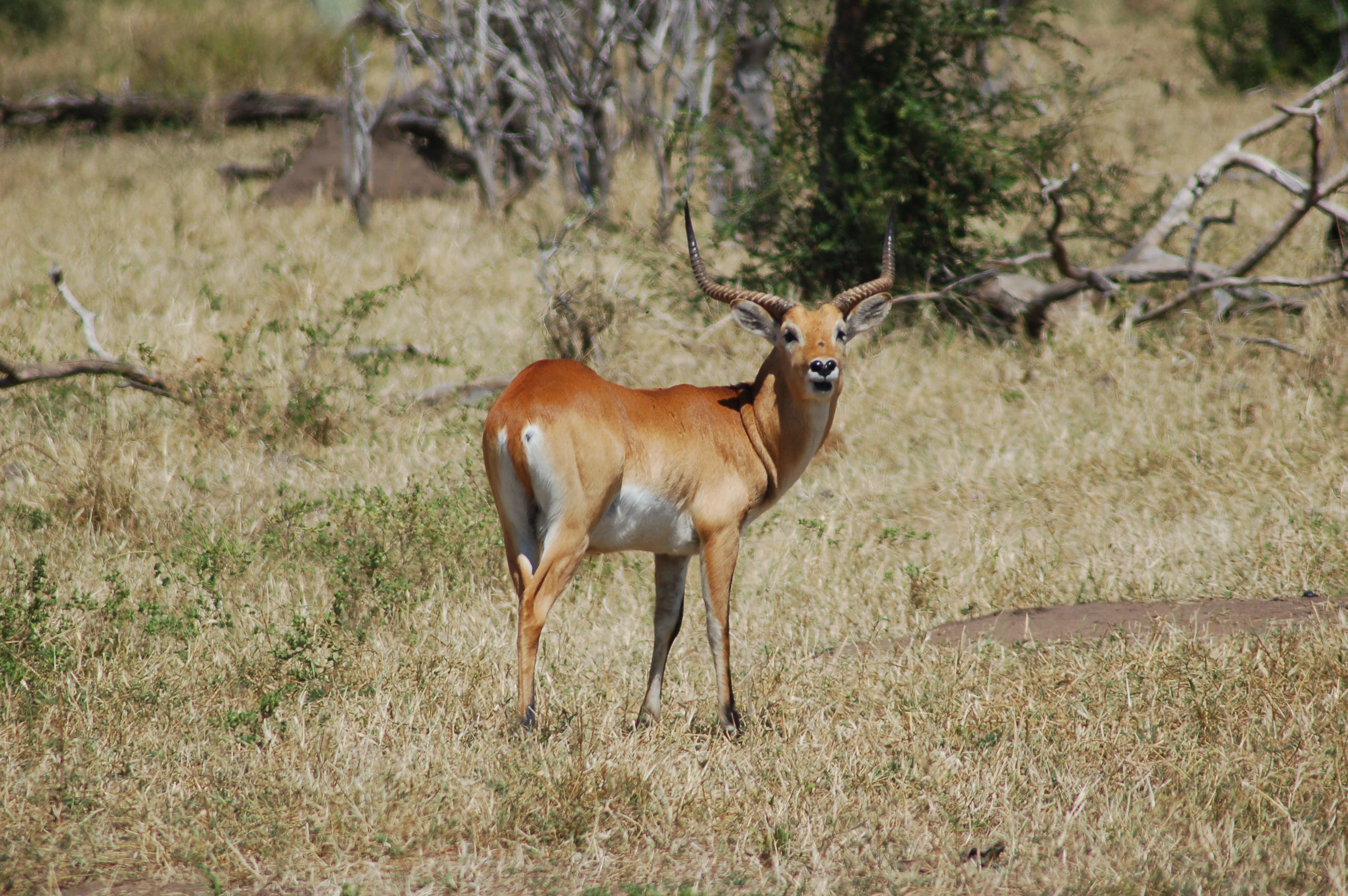
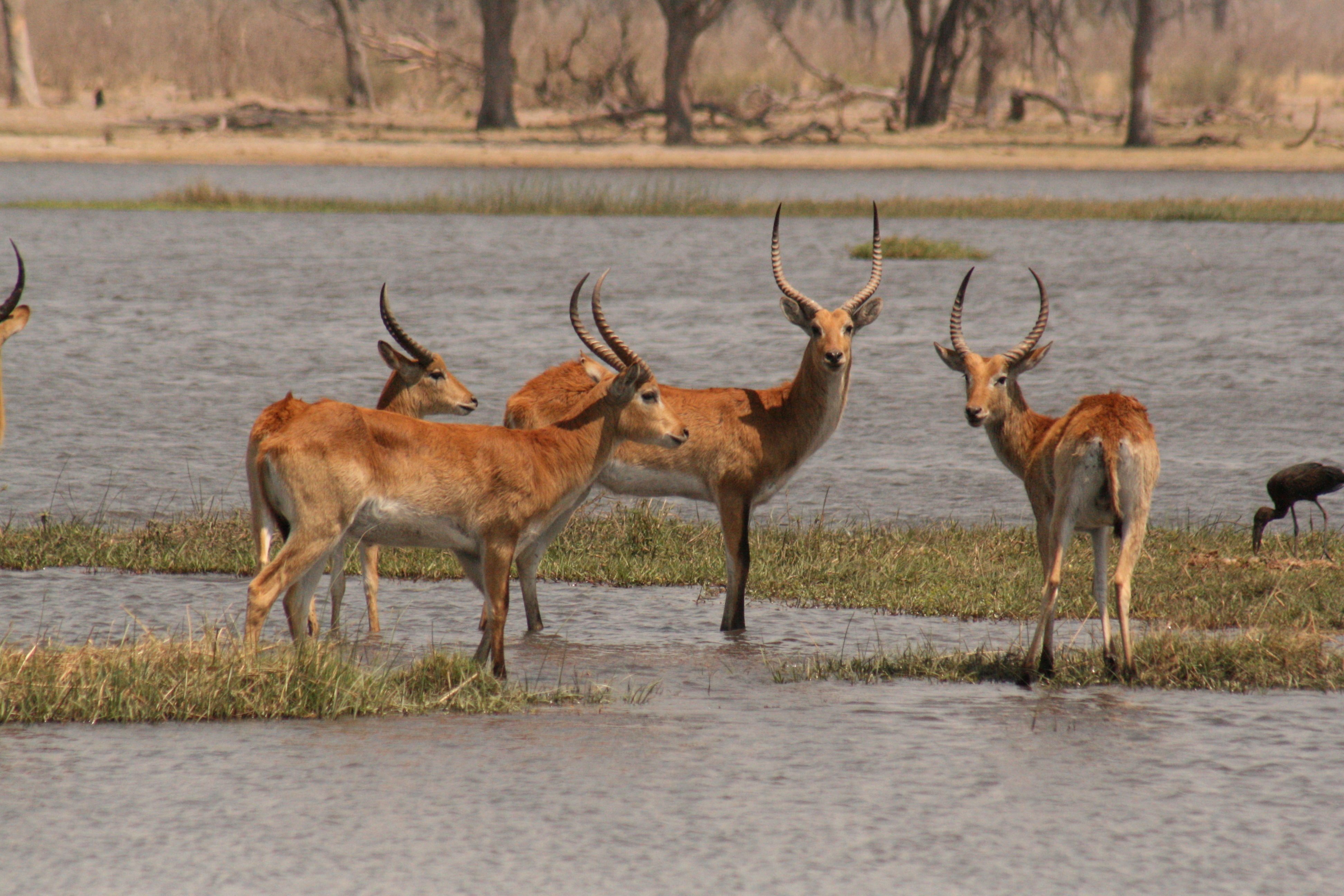
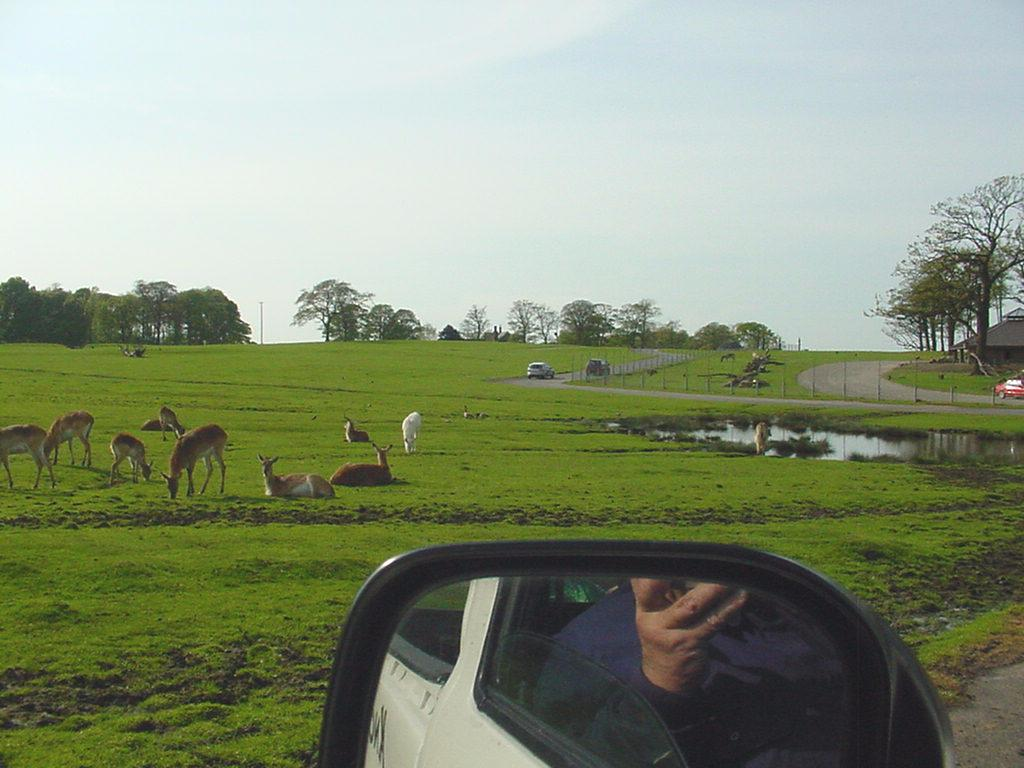
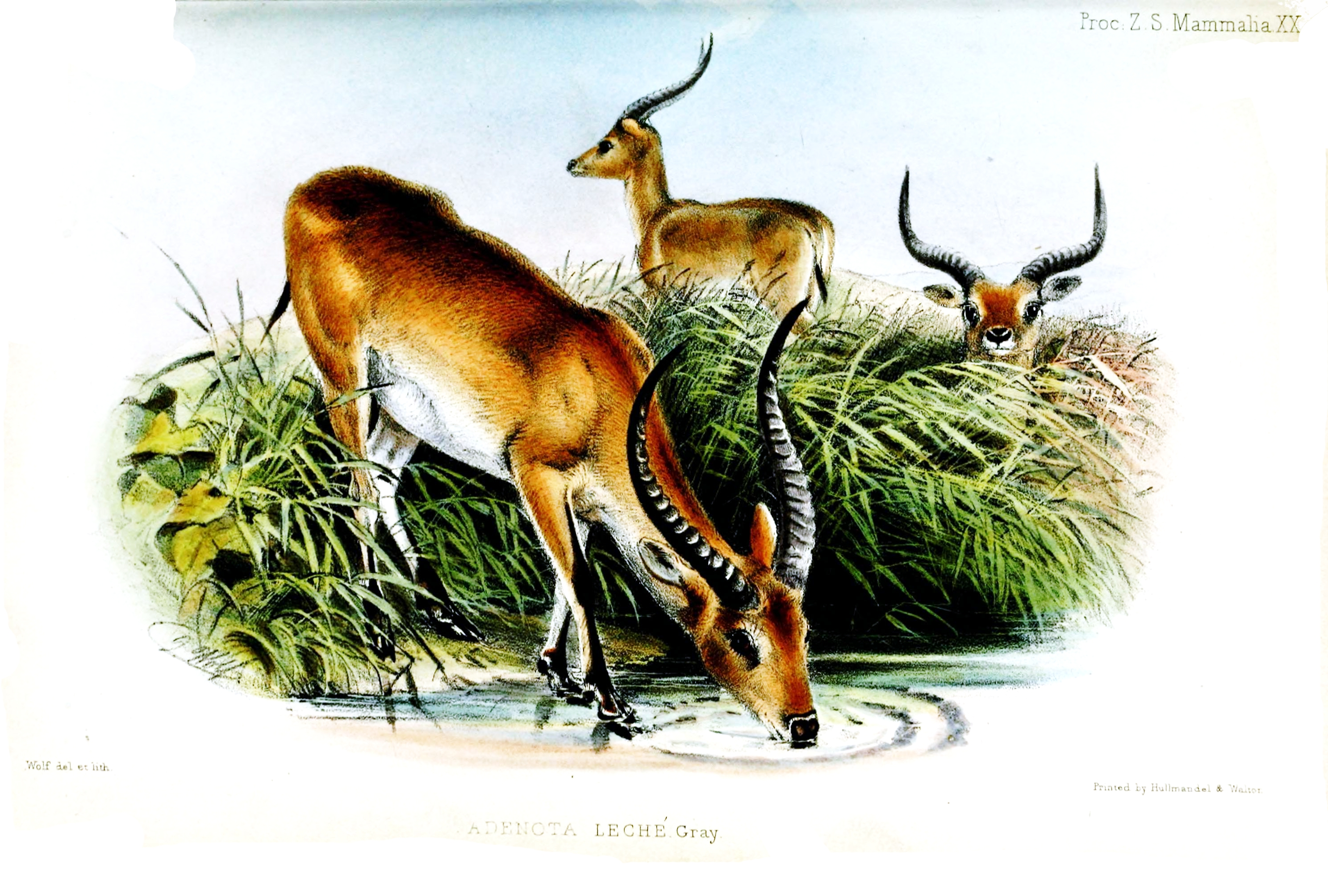